# Lilli Lacher
Lilli Marie Lacher (* 9. Februar 2008) ist eine deutsche Schauspielerin.

## Leben
Ihren ersten Fernsehauftritt hatte Lacher 2015 als Nebenrolle in der Fernsehserie Herzensbrecher – Vater von vier Söhnen in der Folge Entführt. 2017 stand sie in Nebenrollen im Tatort: Nachbarn, in Wendy – Der Film und in Meine Mutter ist unmöglich vor der Kamera. Bekannt wurde sie 2019 in der Hauptrolle der Kim in dem Kinderfilm Die drei !!!. Sie lebt in Köln.

## Filmografie
- 2015: Herzensbrecher – Vater von vier Söhnen (TV-Serie, 1 Folge)
- 2017: Tatort: Nachbarn (TV-Reihe)
- 2017: Wendy – Der Film
- 2018: Meine Mutter ist unmöglich (Fernsehfilm)
- 2018: Wendy 2 – Freundschaft für immer
- 2019: Frühling – Lieb mich, wenn du kannst
- 2019: Die drei !!!
- 2021: Tatort: Rhythm and Love
- 2024: Ivo
- 2024: Wilsberg: Blinde Flecken (Fernsehreihe)
- 2024: Grüße vom Mars